# Lễ chuyển giao Hồng Kông
Lễ chuyển giao Hồng Kông năm 1997 đã chính thức đánh dấu sự chuyển giao chủ quyền đối với Hồng Kông từ Vương quốc Liên hiệp Anh và Bắc Ireland cho Cộng hòa Nhân dân Trung Hoa. Đây là một sự kiện được truyền hình trên phạm vi quốc tế. Buổi lễ bắt đầu vào đêm ngày 30 tháng 6 năm 1997 và kết thúc vào sáng ngày 1 tháng 7 năm 1997, tổ chức tại Trung tâm Triển lãm và Hội nghị Hồng Kông (HKCEC) nằm ở quận Loan Tể.

## Đại diện của các bên
| Về phía Cộng hòa Nhân dân Trung Hoa - Giang Trạch Dân, Tổng Bí thư Đảng Cộng sản và Chủ tịch nước Trung Quốc - Lý Bằng, Tổng lý Quốc vụ viện Trung Quốc - Tiền Kỳ Tham, Bộ trưởng Ngoại giao và Phó Tổng lý Quốc vụ viện Trung Quốc - Đổng Kiến Hoa, Đặc khu trưởng Hồng Kông - Tướng Trương Vạn Niên, Phó Chủ tịch Quân ủy Trung ương Trung Quốc | Về phía Vương quốc Liên hiệp Anh và Bắc Ireland - Charles, Thân vương xứ Wales (đại diện cho Nữ hoàng Elizabeth II) - Tony Blair, Thủ tướng và Đại thượng thư thứ nhất phụ trách Ngân khố Anh - Robin Cook, Bộ trưởng Ngoại giao, Thịnh vượng chung và Phát triển Anh - Chris Patten, Thống đốc Hồng Kông - Tướng Charles Guthrie, Tham mưu trưởng Quốc phòng Anh |

Những khách mời khác:
- Margaret Thatcher, cựu Thủ tướng Anh
- Madeleine Albright, Bộ trưởng Ngoại giao Hoa Kỳ

và các đại diện đến từ hơn 40 quốc gia khác, bao gồm cả Úc và Nhật Bản.

## Thứ tự các sự kiện

### Thứ hai, ngày 30 tháng 6 năm 1997

Lá cờ Hồng Kông (với tư cách Thuộc địa Hoàng gia và Lãnh thổ phụ thuộc của Anh)

- (15:00 Giờ Hồng Kông/07:00 Giờ Luân Đôn) – Cảnh sát Bắc Kinh đã giải tán hơn 60.000 người dân khỏi Quảng trường Thiên An Môn để chuẩn bị cho buổi dạ tiệc chính thức kéo dài suốt đêm đánh dấu việc chuyển giao Hồng Kông cho Cộng hòa Nhân dân Trung Hoa.
- (16:30 Giờ Hồng Kông/08:30 Giờ Luân Đôn) – Thống đốc Chris Patten rời Tòa nhà Chính phủ để đến HMY Britannia sau lễ hạ cờ Thống đốc. Tiếng kèn lệnh "Last Post" và giai điệu kèn ống yêu thích của Patten là "Highland Cathedral" đã được chơi trong buổi lễ[2].
- (17:30 Giờ Hồng Kông/09:30 Giờ Luân Đôn) – Chủ tịch nước Giang Trạch Dân và Thủ tướng Lý Bằng đã đến Hồng Kông bằng chiếc Boeing 747 của Air China từ thành phố Thâm Quyến.
- (18:15 Giờ Hồng Kông/10:15 Giờ Luân Đôn) – Lễ chia tay vào thời điểm hoàng hôn với cuộc diễu hành của lực lượng đồn trú Đông Thiêm Mã trên bờ sông Hồng Kông. Chris Patten bắt đầu bài phát biểu cuối cùng của mình với tư cách là Thống đốc Hồng Kông với câu nói: "Hôm nay là một ngày của lễ kỷ niệm, không phải là nỗi buồn". Tiếng kèn lệnh "Hoàng hôn" được cất lên lần cuối cùng để đánh dấu sự kết thúc nhiệm kỳ chính thức của Lực lượng Anh ở nước ngoài tại Hồng Kông. Bài dân ca Auld Lang Syne và ca khúc Rhythm of My Heart của Rod Stewart cũng được biểu diễn trong buổi lễ[3].
- (18:30 Giờ Hồng Kông/10:30 Giờ Luân Đôn) – Ngoại trưởng Trung Quốc Tiền Kỳ Tham đã gặp Ngoại trưởng Anh Robin Cook.
- (20:45 Giờ Hồng Kông/12:45 Giờ Luân Đôn) – Thủ tướng Anh Tony Blair gặp gỡ để hội đàm thượng đỉnh với Chủ tịch Giang Trạch Dân.
- (21:00 Giờ Hồng Kông/13:00 Giờ Luân Đôn) – Khoảng 500 phương tiện của Quân Giải phóng Nhân dân đã vượt biên giới từ Trung Quốc sang Hồng Kông. Những người ủng hộ dân chủ biểu tình tại Hội đồng Lập pháp để chuẩn bị cho sự tiếp quản của Trung Quốc.
- (21:30 Giờ Hồng Kông/13:30 Giờ Luân Đôn) – Tiệc cocktail cho 4.000 khách mời tại Trung tâm Triển lãm và Hội nghị Hồng Kông.
- (22:00 Giờ Hồng Kông/14:00 Giờ Luân Đôn) – Lễ kỷ niệm ở Bắc Kinh bao gồm các buổi biểu diễn trực tiếp và bắn pháo hoa dự kiến sẽ diễn ra trong vòng 7 giờ đồng hồ với chủ đề Bắc Kinh chúc phúc cho Hồng Kông đang được chuẩn bị.
- (23:45 Giờ Hồng Kông/15:45 Giờ Luân Đôn) – Lễ chuyển giao chính thức bắt đầu. Thân vương xứ Wales thay mặt Nữ hoàng Elizabeth II đọc diễn văn tiễn biệt.
- (23:59:07-23:59:47 Giờ Hồng Kông/15:59:07-15:59:47 Giờ Luân Đôn) – Khoảng gần một phút trước nửa đêm, quốc kỳ Vương quốc Liên hiệp Anh và lam thuyền kỳ thứ tư của Hồng Kông (được sử dụng từ năm 1959 đến năm 1997) từ từ được hạ xuống trên nền nhạc của quốc ca Vương quốc Liên hiệp Anh "Chúa phù hộ Nữ vương", tượng trưng cho sự kết thúc của chế độ thực dân Anh ở Hồng Kông một lần cuối cùng và sau chót. Giữa quốc ca của Anh và Trung Quốc đã diễn ra một khoảng gián đoạn kéo dài trong đúng 12 giây[4].

### Thứ ba, ngày 1 tháng 7 năm 1997

Lá cờ Hồng Kông (với tư cách Đặc khu hành chính của Trung Quốc)

- (00:00:00 Giờ Hồng Kông/00:00:00 Giờ Bắc Kinh) – Chủ quyền của Hồng Kông chính thức được chuyển giao từ Vương quốc Liên hiệp Anh và Bắc Ireland sang Cộng hòa Nhân dân Trung Hoa. Quốc kỳ Cộng hòa Nhân dân Trung Hoa và khu kỳ mới của Hồng Kông đã được kéo lên đồng thời cùng quốc ca Trung Quốc "Nghĩa dũng quân tiến hành khúc", để chính thức đánh dấu sự khởi đầu cho sự cai trị của Trung Quốc tại Hồng Kông. Lãnh đạo Trung Quốc Giang Trạch Dân đã có bài phát biểu bày tỏ sự lạc quan đối với việc thực thi chính sách "Một quốc gia, hai chế độ". Lễ kỷ niệm lớn bắt đầu ở đại lục với màn bắn pháo hoa trên Quảng trường Thiên An Môn.
- (00:15 Giờ Hồng Kông/00:15 Giờ Bắc Kinh) – Thân vương Charles và Thống đốc Chris Patten cùng gia đình chào tạm biệt người dân Hồng Kông ở khu Thiêm Mã. Họ lên du thuyền HMY Britannia và di chuyển đến Manila, Philippines trước khi quay trở lại Vương quốc Anh. Họ được hộ tống bởi tàu HMS Chatham. Thủ tướng Tony Blair và các quan chức Anh khác đã bay bằng chiếc Boeing 777-200ER của British Airways từ Sân bay Khải Đức (Kai Tak) về Sân bay Heathrow của Luân Đôn[5].
- (01:30 Giờ Hồng Kông/01:30 Giờ Bắc Kinh) – Một buổi lễ tuyên thệ nhậm chức đã được tổ chức tại HKCEC cho nhiều quan chức của Đặc khu hành chính Hồng Kông bao gồm Đặc khu trưởng Đổng Kiến Hoa, Ty trưởng Ty Chính vụ Trần Phương An Sinh, Ty trưởng Ty Tài chính Tăng Âm Quyền và Ty trưởng Ty Công lý Lương Ái Thi.
- (02:45 Giờ Hồng Kông/02:45 Giờ Bắc Kinh) – Cơ quan lập pháp lâm thời đã tổ chức cuộc họp đầu tiên sau khi chuyển giao để thông qua các luật liên quan đến việc chuyển giao.
- (06:00 Giờ Hồng Kông/06:00 Giờ Bắc Kinh) – 4.000 nhân sự của Quân Giải phóng Nhân dân từ Đồn trú Hồng Kông đến bằng đường bộ, đường không và đường biển.
- (10:00 Giờ Hồng Kông/10:00 Giờ Bắc Kinh) – Chính phủ mới của Hồng Kông đã tổ chức tiệc chiêu đãi 4.600 khách. Đặc khu trưởng mới được bổ nhiệm Đổng Kiến Hoa đọc diễn văn nhậm chức.
- (16:00 Giờ Hồng Kông/16:00 Giờ Bắc Kinh) – Thủ tướng Trung Quốc Lý Bằng phát biểu tại tiệc chiêu đãi ở Đại lễ đường Nhân dân, Bắc Kinh.
- (18:00 Giờ Hồng Kông/18:00 Giờ Bắc Kinh) – Lễ hội Biểu diễn liên hoan của các nghệ sĩ Hồng Kông, đại lục và quốc tế tại Nhà thi đấu Hồng Kông.
- (19:00 Giờ Hồng Kông/19:00 Giờ Bắc Kinh) – Chương trình đại hội và biểu diễn nghệ thuật bắt đầu tại Sân vận động Công nhân ở Bắc Kinh.
- (20:00 Giờ Hồng Kông/20:00 Giờ Bắc Kinh) – Màn trình diễn pháo hoa Hồng Kông ngoạn mục 1997 dọc theo Cảng Victoria từ Vịnh Causeway đến khu Trung Hoàn, Hồng Kông bắt đầu.

## Phản ứng
Năm 2005, tờ Mail on Sunday của Anh tiết lộ bản ghi nhớ của Thái tử Charles, trong đó "Cung điện Clarence House cho biết chỉ có 11 bản sao (của bản ghi nhớ này) được tạo ra, được lưu hành cho những người bạn thân thiết", trong đó ông gọi việc chuyển giao là "Great Chinese Takeaway" (tạm dịch: Sự tước đoạt to lớn của Trung Quốc) và các quan chức Trung Quốc là "những bức tượng sáp cũ kinh khủng". Trong một trích đoạn báo cáo khác, Thái tử Charles đã mô tả buổi lễ là một màn trình diễn "kiểu Xô Viết khủng khiếp" và bác bỏ bài phát biểu của nhà lãnh đạo Trung Quốc Giang Trạch Dân như là một sự "tuyên truyền", được hoàn thành với sự cổ vũ lớn "bởi những người trung thành với Đảng vào thời điểm thích hợp trong văn bản". Ông cũng chế giễu những bước đi kiểu ngỗng của Quân Giải phóng Nhân dân trong buổi lễ và tuyên bố rằng chuyến đi của ông trên du thuyền hoàng gia HMY Britannia rời khỏi Hồng Kông sau đó đã bị tàu chiến Trung Quốc theo dõi sát sao.
Khoảng lặng 12 giây giữa quốc ca Anh và Trung Quốc đã được chuyển thể thành bộ phim My People, My Country vào năm 2019.